# White Blood Cells
White Blood Cells je třetí studiové album amerického dua The White Stripes. Vydáno bylo v červenci roku 2001 společnostmi Sympathy for the Record Industry, XL Recordings a Third Man Records a jeho producentem byl frontman skupiny Jack White. Umístilo se na 61. příčce hitparády Billboard 200 a v několika zemích se stalo zlatým či platinovým.

## Seznam skladeb
Autorem všech skladeb je Jack White.
1. Dead Leaves and the Dirty Ground – 3:04
2. Hotel Yorba – 2:10
3. I'm Finding It Harder to Be a Gentleman – 2:54
4. Fell in Love with a Girl – 1:50
5. Expecting – 2:03
6. Little Room – 0:50
7. The Union Forever – 3:26
8. The Same Boy You've Always Known – 3:09
9. We're Going to Be Friends – 2:22
10. Offend in Every Way – 3:06
11. I Think I Smell a Rat – 2:04
12. Aluminum – 2:19
13. I Can't Wait – 3:38
14. Now Mary – 1:47
15. I Can Learn – 3:31
16. This Protector – 2:12

## Obsazení
- Jack White – zpěv, kytara, klavír, varhany
- Meg White – bicí, tamburína, doprovodné vokály